# Acció Cultural del País Valencià

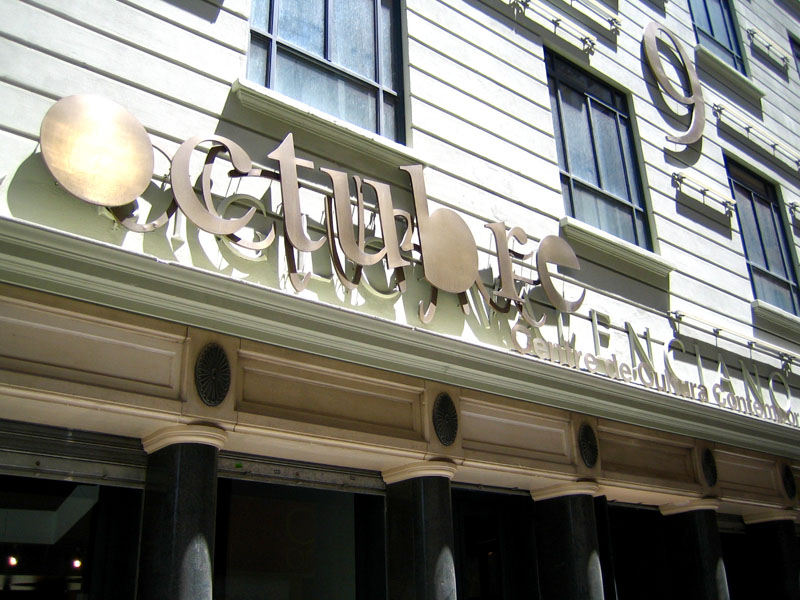
El OCCC sede de ACPV

Acció Cultural del País Valencià (ACPV; en español: Acción Cultural del País Valenciano) es una asociación cultural española. Fue creada en Valencia en 1978 a partir de postulados de izquierda nacionalista, desde los que reivindica la catalanidad de la cultura de la Comunidad Valenciana y de su lengua propia, el valenciano. Se financia mediante aportaciones de socios y subvenciones públicas, estas casi en exclusiva provenientes de la Generalidad de Cataluña. Su primer presidente fue Joan Fuster. Otros presidentes históricos han sido Eliseu Climent —actual presidente de honor— y Joan Francesc Mira, quien fue sustituido en 2020 por Anna Oliver i Borràs. Está considerada como una asociación pancatalanista.
Es propietaria de los repetidores que emitían la señal de TV3, televisión de Cataluña en la Comunidad Valenciana ilegalmente, razón por la que fueron clausuradas las instalaciones de sus repetidores al determinar el Tribunal Superior de Justicia de la Comunidad Valenciana que la asociación no disponía de la previa concesión administrativa necesaria, por el que fue sancionada con una multa de 300.000€, sanción impuesta en grado mínimo.
Forma parte de un conglomerado de entidades culturales relacionadas con su presidente, Eliseu Climent, como la librería Tres i Quatre, el semanario El Temps, la Institución Joan Fuster, el Instituto Ignasi Villalonga o el centro Octubre Centro de Cultura Contemporánea, edificio donde se halla ubicada la sede de ACPV.
Defiende el concepto cultural y político de los Países Catalanes, del que formaría parte la Comunidad Valenciana y definen como su propósito el trabajar por la lengua y cultura catalanas y por lo que consideran la "identidad nacional". Sus manifestaciones suelen convocar a sectores partidarios de la plasmación política de dicho concepto cultural, y, aunque ACPV no se encuentra vinculada expresamente a ningún partido político, destacados dirigentes de partidos considerados de ideología pancatalanista, como Esquerra Republicana del País Valencià, partido que no ha obtenido nunca representación parlamentaria, han ocupado cargos directivos en la entidad, como Agustí Cerdà, gerente entre 1992 y 1996 y de cuyo boletín se hizo cargo como director en octubre de 1989. Además, la sociedad se ha mostrado a favor de la independencia de Cataluña y es socia de la organización independentista catalana Òmnium Cultural, con la que ha acordado «potenciar su actividad conjunta» con el objetivo de «lograr un futuro compartido para los Países Catalanes».
Tanto por su posicionamiento en materia de política lingüística en favor del punto de vista unitarista con respecto al conflicto lingüístico valenciano, postura que sostiene que valenciano y catalán forman parte del mismo sistema lingüístico, como por su activismo favorable a la constitución geopolítica y administrativa del concepto Países Catalanes, la asociación resulta polémica para sectores sociales valencianos, que la califican de pancatalanista.

## Actividades

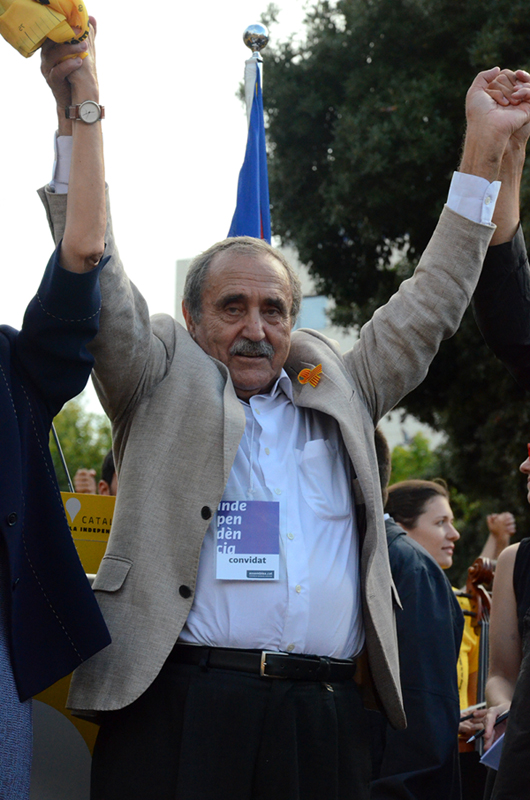
Eliseu Climent, representando a Acció Cultural del País Valencià como presidente de esta asociación, en una manifestación en Barcelona reclamando la independencia de Cataluña

Alineada con las tesis separatistas catalanas y con los líderes independentistas encarcelados a raíz del referéndum de independencia de Cataluña de 2017, ACPV participa habitualmente en manifestaciones que reclaman la independencia para Cataluña, y sus líderes históricos, Joan Francesc Mira y Eliseu Climent, se han pronunciado públicamente a favor de esta posibilidad y de que se extienda a la Comunidad Valenciana.
Además, cada 25 de abril, con motivo del aniversario de la batalla de Almansa, tiene lugar en la ciudad de Valencia una manifestación reivindicativa  convocada por ACPV que suele concluir con un concierto. Estos actos suelen servir de escaparate para el ideario catalanista.
En el ámbito audiovisual, ACPV fue la responsable, durante más de 20 años de la emisión ilegal de las señales analógica y digital de las cadenas de televisión catalanas en territorio de la Comunidad Valenciana.
Asimismo es dueña de sedes (denominadas "Casal Jaume I") en una veintena de localidades de la Comunidad Valenciana (que también reciben financiación por parte de la Generalidad de Cataluña). Sus sedes se pueden encontrar también fuera del territorio valenciano, como Perpiñán y Ria-Sirach (en la región francesa del Rosellón) o Fraga en el Aragón oriental. En ellas se realizan con frecuencia charlas, conferencias, ponencias, debates, presentaciones de libros o exposiciones artísticas. A su vez, la asociación se encarga de la organización del Correllengua, una iniciativa para la promoción del catalán.
En 2020 propuso modificar oficialmente la denominación de la lengua propia de la Comunidad Valenciana, el valenciano, por el término "catalán". Con este propósito se reunió en el Congreso de los Diputados con representantes de los partidos políticos PSPV-PSOE, Compromís, Unidas Podemos, ERC, Junts per Catalunya, CUP y EH Bildu.

## Subvenciones
ACPV es una asociación fuertemente subvencionada por la Generalidad de Cataluña, así como por numerosas instituciones catalanas como diputaciones, ayuntamientos o consejos comarcales. A partir de 2016, con la llegada del PSPV-PSOE y Compromís al gobierno regional, también ha recibido subvenciones de la Generalidad Valenciana. El vínculo entre ACPV y la Generalidad de Cataluña es tan estrecho, que, en 2008, la asociación recibía subvenciones de diez de sus quince consejerías. Sólo en las consejerías de Salud, Trabajo, Política Territorial, Justícia y Agricultura, no constaban fondos públicos a las entidades vinculadas al editor valenciano. Durante esa legislatura, los departamentos controlados por ERC e Iniciativa per Catalunya eran los más proclives a conceder las ayudas.
Con unas subvenciones de casi 3 millones de euros, entre 2003 y 2007 la Generalidad de Cataluña pagó buena parte de los costes de adquisición y rehabilitación del edificio El Siglo, edificio en el que, en una época anterior, se encontraban ubicados unos emblemáticos almacenes situados en el centro de Valencia, convertidos ahora en referente cultural de ACPV bajo la denominación Octubre Centre de Cultura Contemporània. Además, la Generalidad de Cataluña paga la cuota anual de la hipoteca de esta sede, 670.000 euros.
La revista El Temps, semanario catalanista e independentista, es el estandarte de los negocios del conglomerado de Eliseu Climent. Está editada por Edicions del País Valencià, una sociedad presidida por el propio Climent que cuenta con su mujer como consejera delegada y con dos de sus hijos como administradores. Sólo entre 2002 y 2008, la publicación recibió 2.734.683,44 euros, únicamente por parte de la Generalidad de Cataluña.
Climent ha declarado en varias ocasiones que ha pedido la ayuda de las instituciones valencianas para proyectos impulsados desde la ACPV, como el Octubre Centre de Cultura Contemporània.[cita requerida] En cambio, sigue recibiendo subvenciones desde otras entidades institucionales valencianas, como de una cincuentena de ayuntamientos valencianos que forman parte de la Institució Cívica i de Pensament Joan Fuster. Otras organizaciones relacionadas con ACPV y Climent también han recibido subvenciones de la Generalidad de Cataluña.

## Reemisiones de la Corporación Catalana de Medios Audiovisuales en la Comunidad Valenciana

### Historia

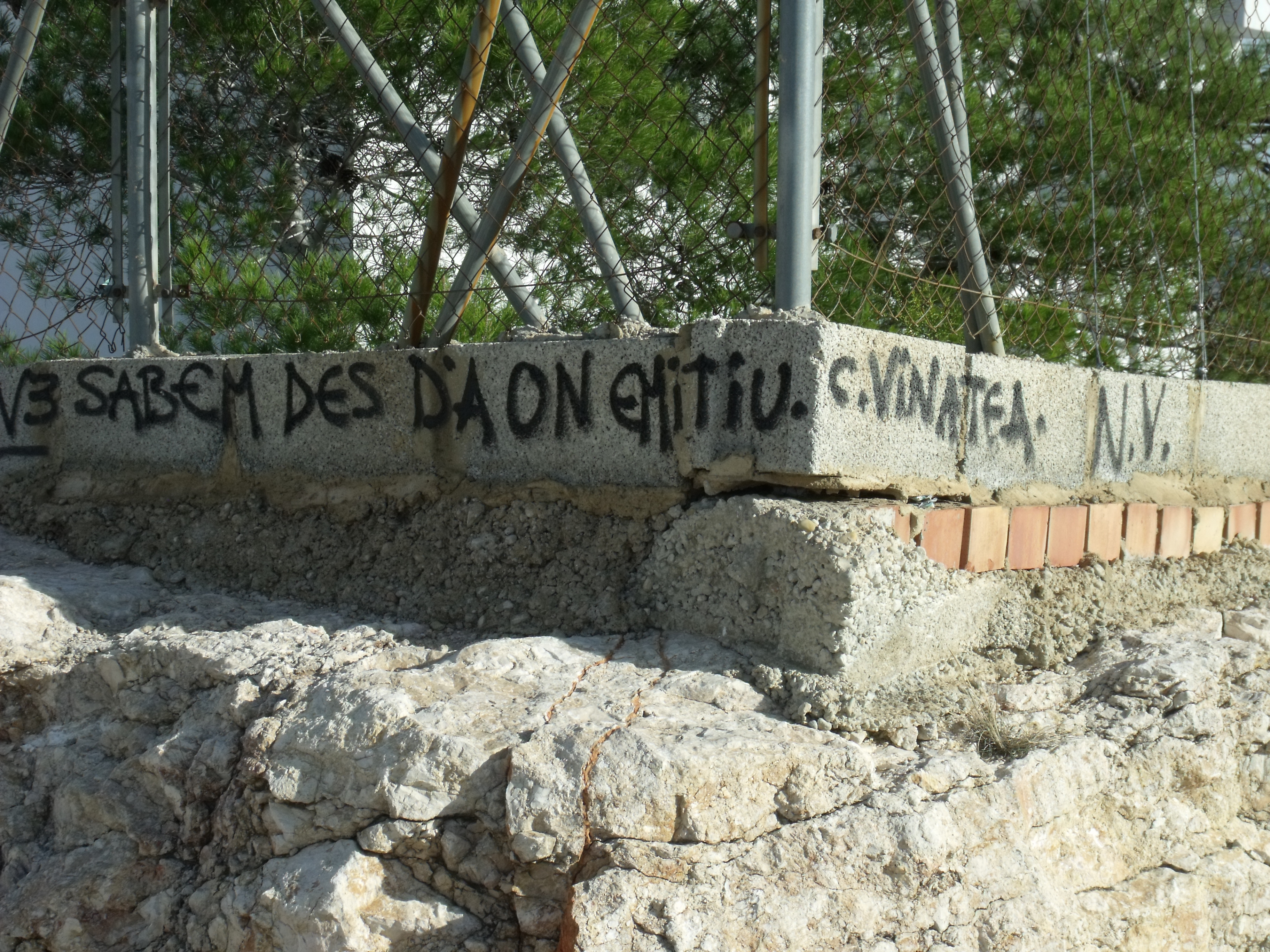
Pintada del GAV en el repetidor usado por ACPV en la Sierra Perenchiza.

ACPV fue la responsable, durante más de 20 años, de la emisión de la señal analógica y, más recientemente, de la señal digital de las cadenas catalanas TV3, 33, Canal Super 3/3XL, Catalunya Ràdio e iCat FM en la Comunidad Valenciana. Las reemisiones comenzaron de forma casi simultánea al inicio de las emisiones de TV3 en Cataluña, cuando en 1985 un grupo de vecinos de la localidad de Sueca se organizaron y, con medios caseros, consiguieron captar la señal emitida desde el repetidor del Montcaro (Tarragona). La reacción del Gobierno Civil de Valencia, en manos del PSOE, fue ordenar el precinto de estas antenas vecinales, encontrándose con la oposición vecinal. El conflicto se llevó a los tribunales de justicia, resolviéndose favorablemente para el grupo vecinal. Tras la resolución judicial, ACPV instaló más de 13 repetidores a lo largo de la mayor parte del territorio valenciano, gracias a una campaña de recaudación de fondos mediante la venta completa de 150.000 bonos individuales.
A pesar de que la emisión de la señal siempre se produjo al margen de la ley durante más de 20 años, la Radiotelevisión Valenciana (RTVV) y ACPV llegaron a acuerdos escritos de "no conflictividad" de las emisiones con las señales de la RTVV, así como de las audiencias cuando en Canal 9 se emitieran eventos deportivos para los cuales se hubieran adquirido los correspondientes derechos de emisión. Por otra parte, la Generalidad Valenciana, siendo presidente Joan Lerma, por el PSPV-PSOE, aprovechó las frecuencias con las que ACPV reemitía el canal TV3 cuando empezaron las emisiones de Canal 9, aprovechando que dicha frecuencia ya tenía infraestructura técnica implantada en los hogares. Ello había provocado un primer cierre de las instalaciones desde las que se efectuaban las emisiones no legales, ordenado por el ministro de Industria de entonces, José Barrionuevo, aunque finalmente dicho cierre no se llevó a cabo.
La emisión en analógico de TV3 en la Comunidad Valenciana finalizó en agosto de 2005 cuando José Montilla, Ministro de Industria, asignó a la cadena de televisión La Sexta las frecuencias que venía empleando ACPV para emitir TV3. ACPV comenzó entonces a emitir señal digital utilizando un múltiplex completo (cuatro canales de televisión), siempre sin la previa concesión administrativa necesaria.

### Cese de las emisiones
En enero de 2007, el Gobierno valenciano abrió un expediente sancionador a ACPV por las emisiones de la TV3 en la Comunidad Valenciana en aplicación de la Ley 1/2006 de la Generalidad, del Sector Audiovisual. El 27 de abril, previa obtención de la correspondiente autorización judicial, estaba previsto el cierre de la emisión del repetidor de la Carrasqueta, en aplicación de una resolución de medida cautelar mientras se esclarecían los hechos y se determinaban las responsabilidades que se derivaban de ellos. No obstante, ante este expediente, ACPV presentó un recurso en el Tribunal Superior de Justicia de la Comunidad Valenciana en el que, entre otras razones, aducía que el expediente administrativo se había abierto cuando la Ley del Sector Audiovisual aún no estaba en vigor porque el Consejo Audiovisual valenciano aún no se había constituido. Sin embargo, al proceder a la clausura de las instalaciones, se encontraron con la oposición de un grupo de unas 300 personas que la consideraba un ataque al valenciano y a la libertad de expresión. Desde dentro del recinto donde se ubicaba la antena y, mediante el bloqueo de la puerta, impidieron su apertura a los funcionarios de la Administración autonómica que, acompañados de dos agentes de la Policía Autonómica y cuatro de la Guardia Civil, pretendían acceder al recinto para efectuar la desconexión, evitando, así, el cumplimiento de la resolución judicial.
Como consecuencia, el 12 de junio de 2007, la Dirección General de Promoción Institucional notificó la resolución del expediente sancionador abierto en enero contra ACPV por las emisiones de TV3 en la Comunidad Valenciana. En el expediente administrativo se concluía que ACPV era responsable de una infracción «muy grave consistente en la prestación en régimen de gestión indirecta de servicios de televisión por ondas terrestres sin la preceptiva concesión administrativa», por lo que le impuso una multa de 300.000 euros, la mínima sanción aplicable, ordenando también el cese de las emisiones en el plazo de diez días, y advirtiéndose que si no se ponía fin a las mismas de manera voluntaria, se procedería al cierre forzoso, de acuerdo con el artículo 95 de la Ley 30/1992. Ante ello ACPV, en el recurso que presentaron al TSJCV, alegaron que «no presta[ba], en régimen de gestión indirecta, servicios de difusión de televisión», ya que la entidad no es propietaria de una cadena, sino «simplemente facilita el transporte de la señal de unas televisiones que están emitiendo». Además, también alegaban que la Generalidad no tiene competencia sancionadora porque las frecuencias que ocupan son de titularidad estatal. El Colegio de Periodistas de Cataluña aprobó una derrama "de oficio" de 10 euros por colegiado para contribuir al pago de la multa de 300.000 euros. Las quejas recibidas por la iniciativa hicieron rectificar a la institución, que convirtió la derrama en una aportación voluntaria.
De los repetidores desde los que emitía la señal, la Generalidad Valenciana únicamente consiguió autorización para cerrar el de La Carrasqueta (Alicante). El repetidor de La Carrasqueta fue clausurado durante la noche con discreción, a pocos minutos del cumplimiento del plazo, y sin aviso a los de representantes de ACPV, para evitar que con su presencia intentaran impedir, de nuevo, el cumplimiento de la resolución. En cambio, los repetidores de El Bartolo (Castellón), Montdúver y Perenxisa (Valencia), los juzgados contenciosos núm. 1 de Castellón y núms. 2 y 5 de Valencia, respectivamente, denegaron la entrada a los mismos hasta que se resolviera el recurso interpuesto por ACPV ante el TSJCV, recurso que la asociación interpuso al considerar que la medida propuesta por la Generalidad era desproporcionada.

### Audiencias de TV3 en la Comunidad Valenciana
A continuación, se detallan las audiencias que TV3 cosechó durante su emisión en la Comunidad Valenciana. Cabe destacar que TV3 venía emitiendo en la Comunidad Valenciana desde la década de 1980, aunque sus emisiones en la Comunidad Valenciana comenzaron a medirse a finales del año 2007. Asimismo, decir que las emisiones de TV3 fueron cesadas en esta región el día 17 de febrero de 2011, motivo por el cual no contamos con más registros a partir de ese día y mes:
| Año  | Enero | Febrero | Marzo | Abril | Mayo | Junio | Julio | Agosto | Septiembre | Octubre | Noviembre | Diciembre | Media anual |
| ---- | ----- | ------- | ----- | ----- | ---- | ----- | ----- | ------ | ---------- | ------- | --------- | --------- | ----------- |
| 2007 | -     | -       | -     | -     | -    | -     | -     | -      | -          | -       | 0,4%      | 0,4%      | 0,4%        |
| 2008 | 0,5%  | 0,5%    | 0,5%  | 0,5%  | 0,4% | 0,3%  | 0,5%  | 0,6%   | 0,6%       | 0,6%    | 0,5%      | 0,6%      | 0,5%        |
| 2009 | 0,5%  | 0,4%    | 0,4%  | 0,5%  | 0,6% | 0,4%  | 0,3%  | 0,3%   | 0,3%       | 0,4%    | 0,5%      | 0,5%      | 0,4%        |
| 2010 | 0,6%  | 0,5%    | 0,6%  | 0,5%  | 0,5% | 0,4%  | 0,4%  | 0,5%   | 0,4%       | 0,4%    | 0,4%      | 0,3%      | 0,4%        |
| 2011 | 0,5%  | -       | -     | -     | -    | -     | -     | -      | -          | -       | -         | -         | 0,5%        |

### Audiencias del 33 en la Comunidad Valenciana
Ahora, se detallan las audiencias que el 33 (canal cultural de TV3) cosechó durante su emisión en la Comunidad Valenciana. Cabe destacar que, al igual que TV3, el Canal 33 venía emitiendo en la Comunidad Valenciana desde la década de 1980, aunque sus emisiones aquí en la Comunidad Valenciana comenzaron a medirse a finales del año 2007:
| Año  | Enero | Febrero | Marzo | Abril | Mayo | Junio | Julio | Agosto | Septiembre | Octubre | Noviembre | Diciembre | Media anual |
| ---- | ----- | ------- | ----- | ----- | ---- | ----- | ----- | ------ | ---------- | ------- | --------- | --------- | ----------- |
| 2007 | -     | -       | -     | -     | -    | -     | -     | -      | -          | -       | 0,1%      | 0,1%      | 0,1%        |
| 2008 | 0,1%  | 0,1%    | 0,1%  | 0,1%  | 0,1% | 0,1%  | 0,1%  | 0,1%   | 0,2%       | 0,1%    | 0,1%      | 0,1%      | 0,1%        |
| 2009 | 0,1%  | 0,1%    | 0,1%  | 0,1%  | 0,1% | 0,1%  | 0,1%  | 0,1%   | 0,2%       | 0,1%    | -         | -         | 0,1%        |

### Reacciones
Como consecuencia del cese de emisiones, se produjeron movilizaciones en contra de estos actos y reclamando la libertad de expresión. La directora de TV3, Mònica Terribas, ya amenazó en diciembre de 2008 con cortar la emisión de la televisión pública valenciana porque, en sus propias palabras, "no vale la pena realizar este esfuerzo". Finalmente, la Generalidad de Cataluña cortó la señal de Canal 9 en Cataluña el 19 de marzo de 2010, tras apenas año y medio de emisiones (Canal 9 empezó a poder sintonizarse en Cataluña el 19 de agosto de 2008).
En territorio valenciano, el Instituto Interuniversitario de Filología Valenciana criticó públicamente a la Generalidad Valenciana por entender que este hecho supone impedir la difusión del valenciano.[cita requerida] Por otra parte, la Academia Valenciana de la Lengua, organismo lingüístico oficial de la Generalidad Valenciana, en un comunicado, solicitó que se promovieran las medidas legales y técnicas necesarias para que los valencianos tengan acceso a las señales de televisión, tanto de todas las variedades de la lengua valenciana, como de todas las televisiones autonómicas españolas, aplicando un criterio de reciprocidad.
En la misma línea se mostró el ámbito periodístico. En un comunicado, la Unió de Periodistes Valencians pidió a los gobiernos valenciano, catalán y balear que negociaran un acuerdo oficial que garantizara que las señales de RTVV, TV3 e IB3 pudieran llegar sin ninguna restricción, en condiciones de reciprocidad, y de manera libre, abierta y gratuita, a la Comunidad Valenciana, Cataluña y las Islas Baleares. Además, con intención de conseguir acceder al mayor número posible de televisiones públicas i garantizar su máxima calidad, solicitaron que el acuerdo fuera más allá y que incluyera no sólo a las televisiones mencionadas anteriormente, sino también al resto de televisiones públicas organizadas en torno a la FORTA, de manera que todas las comunidades autónomas pudieran acceder, de manera abierta y gratuita, a todas las televisiones públicas autónomicas, como prueba de la pluralidad real del Estado español. Por otra parte, la ONG Reporteros Sin Fronteras incluyó el cierre del repetidor en su informe sobre la libertad de prensa de 2008.
Por otra parte, algunos miembros del partido gobernante en ese momento en la Comunidad Valenciana, el Partido Popular, también mostraron su disconformidad con la medida tomada por el Gobierno Valenciano. Así, los concejales del PP de Benicásim aprobaron una moción a favor del mantenimiento de las emisiones. Además, Alberto Fabra, alcalde de Castellón, del PP, en su página web afirmaba que acatará la resolución del juzgado de su provincia, pero que no tiene "ningún interés en que se calle una voz en nuestra ciudad".

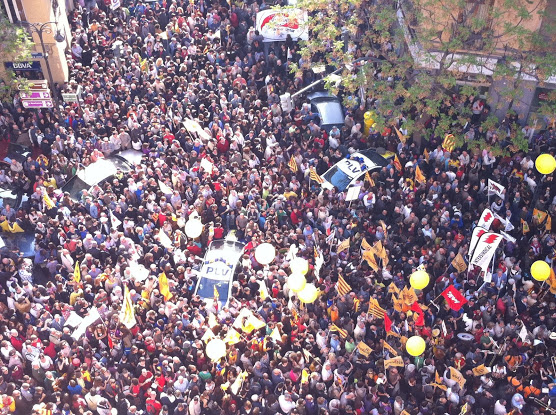
Manifestación de 2011 en defensa de las emisiones de TV3.

ACPV, por su parte, estuvo manteniendo una agenda de movilizaciones en las principales ciudades donde la señal de los medios audiovisuales catalanes ha dejado de recibirse. Las primeras protestas tuvieron lugar en Elche y Castellón, el 6 de enero de 2008. En Alicante, unas 2000 personas, y en Alcoy más de mil. La última de las movilizaciones de ACPV, tuvo lugar el pasado 5 de mayo en Alicante, con motivo de la celebración anual de la Batalla de Almansa del 25 de abril.
También se han presentado alegaciones ante la Síndica de Greuges (la defensora del pueblo de la Comunidad Valenciana), Emilia Caballero, firmadas por más de 2500 ciudadanos, pidiendo que "se les garantice el derecho a la información y la libertad de expresión". Además, también consideran que se han vulnerado disposiciones de la Directiva Europea sobre la "Televisión sin fronteras", así como de la Carta Europea de las Lenguas Regionales o Minoritarias ratificada por España.
Por el contrario, dirigentes autonómicos del Partido Popular, y grupos de la derecha anticatalanista, se han manifestado favorablemente a la medida.

### Acuerdos de reciprocidad y sus condiciones
Una de las principales condiciones impuestas por la Generalidad Valenciana para lograr un acuerdo de reciprocidad con el Gobierno Catalán que permita intercambiar las señales digitales es que la televisión pública catalana sustituya la denominación "País Valencià" por la de "Comunitat Valenciana".
El 11 de agosto de 2008, la Corporación Catalana de Medios Audiovisuales informó de que, a partir de esa misma fecha, ya emitían la señal del primero de los canales autonómicos valencianos, Canal 9, en fase de pruebas. El área inicial de cobertura se realiza por el canal 43 del TDT, que alcanza el 60% de la población Cataluña comprendida en las comarcas del Barcelonés, el Maresme, el Bajo Llobregat y Vallés. Según la CCMA, esta decisión es el "primer paso" de un acuerdo alcanzado con el gobierno valenciano, que se produce en el contexto de un clima de entendimiento entre los gobiernos catalán y valenciano en asuntos autonómicos en torno a la financiación, las infraestructuras del Arco Mediterráneo y las telecomunicaciones.
Por parte de la Generalidad Valenciana, el portavoz de la Presidencia, Vicent Rambla, afirmó que estaban a la espera de que el Ministerio de Industria haga efectiva la concesión anunciada de un cuarto multíplex de TDT para la Comunidad Valenciana para emitir canales de televisión de comunidades autónomas limítrofes. Entretanto, ha reconocido que ha pedido un "gesto de normalidad" a Cataluña para que normalice la emisión de Canal 9 en su territorio, antes de disponer de dicho multíplex por el que se emitiría la TV3 en territorio valenciano.
En 2018 el canal TV3 e IB3 hará reciprocidad con el canal À Punt.